# Born to Make You Happy
Born to Make You Happy – czwarty singel amerykańskiej wokalistki Britney Spears promujący jej debiutancki album zatytułowany ...Baby One More Time. Wydany został w Kanadzie oraz Europie w czwartym kwartale 1999 roku przez Jive Records.
Utwór napisał Andreas Carlsson oraz Kristian Lundin, który ponadto wyprodukował nagranie. Ta zrealizowana w umiarkowanym tempie ballada opowiada o relacjach damsko-męskich. Spears śpiewa o problemach które pragnie rozwiązać jednak nie wie czego one dotyczą. Do utworu ponadto zrealizowano teledysk w reżyserii Bille Woodruffa.
Singel początkowo ukazał się w Wielkiej Brytanii, gdzie uzyskał pierwsze miejsce na liście sprzedaży, (był to drugi singel Spears, który odniósł taki sukces) sprzedając się w nakładzie 305 000 sztuk. Następnie singel wydano w całej Europie oraz Kanadzie.

## Pozycje na listach przebojów
| Lista przebojów (2000) | Pozycja |
| ---------------------- | ------- |
| Austria                | 8       |
| Holandia               | 4       |
| Finlandia              | 5       |
| Francja                | 9       |
| Niemcy                 | 3       |
| Norwegia               | 3       |
| Szwecja                | 2       |
| Szwajcaria             | 3       |